# 미래희망연대
미래희망연대(未來希望連帶)는 2007년 9월 28일 창당한 친박계열의 대한민국의 보수정당으로, 2011년 2월 2일에 한나라당과 합당했다.
초기에는 후술되어있듯 빅텐트 성향의 정당이었으나, 2008년 이후 한나라당 계파 갈등으로 탈당한 친박 국회의원들이 다수 입당하면서 당명과 정체성도 친박 보수정당으로 급격히 바뀌게 된다.
덕분에 창당 당시에는 참주인연합(-主人聯合)이었으나 이후 미래한국당(未來韓國黨), 친박연대(親朴連帶) 등 수차례 개명하였다.

## 역사

### 2007년 대한민국 대통령 선거
참주인연합은 2007년 9월 28일 정근모 전 과학기술처 장관의 대선 출마를 위해 창당하였다. 정 후보의 지지를 위해 대통합민주신당에서 탈당한 김선미 의원이 당 대표를 맡았고, 의석수 1석으로 의석 수가 없는 다른 정당에 앞섰고, 창조한국당과 추첨하여 기호 7번을 부여받았다.
2007년 12월 18일 정근모 후보가 무소속 이회창 후보 지지를 선언하였으나, 대선을 하루 앞둔 상태였으므로 후보 사퇴는 하지 않고 대선을 치러 15,380표(0.1%)를 득표하여 9위를 기록하였다.

### 2008년대한민국 제18대 총선

친박연대 시절에 사용된 로고

이후 참주인연합은 2008년 3월 12일 미래한국당으로 당명을 변경하였고, 18대 총선 한나라당 후보 공천 과정에서 탈락한 친(親) 박근혜 인사들이 공천에 불복, 한나라당을 집단으로 탈당하여 신당을 만들어 총선에 출마하기로 합의하였으나, 신당을 창당하기에는 시간적인 여유가 없어 대선 이후 방치되어 있던 미래한국당에 서청원, 홍사덕 등 한나라당에서 탈당한 정치인들이 대거 입당하였고, 이후 총선에서 정체성을 드러내기 위해 당명을 친박연대로 변경하였다. 한나라당 측에서 과연 특정 정치인을 지칭하는 표현이 당명으로 쓰일 수 있느냐는 문제를 제기하였지만, 선거관리위원회 측에서는 '친박연대'라는 명칭이 정당 명칭으로 문제가 없다고 결론내렸다.
의석수 3석으로 기호 6번을 부여받았는데, 이것이 공통기호가 아니어서 친박연대의 후보자가 없는 경우, 다른 정당의 후보가 6번이 되었다. 총선 결과, 13%의 정당지지를 얻어 자유선진당을 제치고 지지율 3위를 기록했으며, 지역구에서 당선된 6석을 비롯해 총 14석의 의석을 확보했다.
그러나, 2008년 비례대표 1번 당선자 양정례의 학력·경력 위조 및 특별당비 논란, 비례대표 3번 김노식의 공천 헌금 논란, 경북 경주 지역구 당선자 김일윤의 금품살포 혐의 등으로 어려움을 겪었다. 이어 친박연대는 구속영장이 발부된 김일윤 당선자를 4월 21일자로 공식 제명하였다. 뒤이어 비례대표 1,2,3번 양정례, 서청원, 김노식의 당선무효형이 대법원에서 확정되었다.
친박연대라는 당명은 박근혜 전 한나라당 대표를 의미하지만, 정작 박근혜는 친박연대에 합류하지 않고 한나라당에 적을 두고 있었다. 그러나 박근혜는 이들을 간접적으로 지원했다.

### 복당 및 합당 문제
한나라당 강재섭 대표는 친박연대를 비롯한 탈당 친박 인사들에 대해 복당을 불허한다는 뜻을 밝혔지만 이명박 대통령 · 박근혜 전 대표와 함께 차례로 회동을 가진 후 복당 불허 방침을 철회했다. 복당 대상은 검찰 수사로 물의를 일으킨 서청원, 양정례, 김노식을 제외한 모든 인사들이 될 것으로 가닥이 잡혔다. 그리고, 비례대표가 8명이나 있다는 특성 때문에 정당 해체와 함께 당대당 통합하는 형식을 취해야 손해가 없지만 옛 참주인연합 당원이나 대의원들이 극구 반대할 것으로 보여 쉽지 않을 것처럼 보였다. 그러나 한나라당 측에서 다시 복당 문제를 논의한 끝에 복당을 허용하기로 하였다.
야당은 이에 대해 부패 전력이 있는 자들에 대한 무차별 복당 허용에 대해 비판하고 또한 거대 여당의 탄생이라며 우려를 표시했다. 이에 대해 친박연대 서청원 대표는 친박연대 소속 13명 의원 가운데 5명의 지역구 의원이 7월 15일부터 복당 신청을 하고 비례대표 8명은 7월 말께 정치자금 문제 등으로 기소된 서 대표와 김노식·양정례 의원 등의 재판 결과에 따라 당 해산을 하고 복당할 것이라고 밝혔다. 2008년 기준으로 서청원, 김노식, 양정례 3인은 서울고등법원에서 당선무효형을 받은 상태이다. 이후 서청원, 김노식, 양정례 3인의 당선무효형이 대법원에서 확정되었으며, 5석으로 줄어들었다가, 이후 비례대표 차순위 3인이 헌법재판소에 비례대표 승계 금지 조항에 헌법소원을 내어, 위헌 결정을 받아 서 3석이 늘어나서 2008년 기준으로 의석이 8석이 되었다.
3인의 당선무효형 이후에는 한나라당 합당 움직임을 중지하고 당명 개정, 독자 활동 등을 추진하여, 2010년 2월 12일에 당명을 미래희망연대로 변경하였다.
2010년 3월 24일 서청원 공동대표는 옥중 서신을 통해 한나라당과 조건 없는 합당 제안을 하였다. 그러나 지방선거를 준비해온 후보자와 당원들을 중심으로 반발하였다.
 한나라당과 합당에 대해 이규택 공동대표는 "비민주적이고, 비합리적이며 구시대적인 밀실야합" 이란 말을 하면서 한나라당과 합당을 반대 하며, 심대평이 창당한 국민중심연합과 합당선언을 하였다. 이규택 대표의 합당 선언으로 미래희망연대는 분당위기까지 갔지만 이규택은 대변인을 통해 "우리 당이 한나라당과의 합당 의제를 4월2일 전당대회에서 결정하기로 한 만큼 심대평 국민중심연합과의 통합에 관한 논의는 의미가 없어졌기 때문에 이를 중단하겠다." 말하면서 국민중심연합과의 합당을 철회하여 미래희망연대의 분당 위기가 하루 만에 극적으로 봉합됐다.
2010년 4월 2일 국회 헌정기념관에서 전당대회를 열어 미래희망연대 대의원 128명중에 91명이 참석하여, 대회를 개최한 지 30여분만에 만장일치로 합당 안건을 추인하여 한나라당과 합당을 의결했다.
4월 18일 한나라당과의 무조건적인 합당에 반발한 미래희망연대의 일부당원 및 지지자들이 만든 미래연합이 창당해 출범했고, 7월 14일 한나라당이 전당 대회를 통해 미래희망연대와의 합당을 의결하였다. 하지만, 미래희망연대의 세금 납부 문제로 완전한 합당이 이루어지지 않고 있다가,2011년 2월 2일에 한나라당과 합당 절차를 마무리했다.

## 공천 헌금 비리 사건
국회의원 14명을 당선시켜 돌풍을 몰고 온 친박연대는 이후 후보 공천 과정에서 헌금을 받았다는 혐의가 포착되어 수사를 받았다. 이미 김일윤이 금품 살포 혐의로 의원직을 상실한 데 이어, 김노식, 양정례 두 명 역시 서청원 대표에게 15억씩의 공천 헌금을 준 정황이 포착되었다.
당시 양정례의 어머니는 비례대표 후보의석을 돈을 주고 구매하려 했다. 처음에는 한나라당의 비례대표 16위를 구매하려고 했으나 한나라당에서 거절하여 친박연대의 비례대표 1위를 구매 시도하였고, 친박연대에서 이를 받아들였다. 이후 친박연대 비례대표 1번으로 출마한 양정례는 당선되었지만 이후 수사 과정에서 비례대표의 의석을 구매한 혐의가 드러나 결국 양정례는 당선무효형인 징역 10월, 집행유예 2년을 받았으며, 양정례의 어머니는 징역 1년을 선고받았다. 또한 김노식은 징역 1년, 헌금을 받은 서청원은 징역 1년 6개월이 각각 확정되었다.

## 주요 선거 결과

### 대통령 선거
| 연도   | 선거  | 후보자 | 득표     | 득표율         | 결과 | 당락 |
| ------ | ----- | ------ | -------- | -------------- | ---- | ---- |
| 2007년 | 17대  | 정근모 | 15,380표 | \| \| 0.06% \| | 9위  | 낙선 |
|        | 0.06% |        |          |                |      |      |

### 국회의원 선거
|  | 2.45% |

|  | 14% |

|  | 4.68% |

## 같이 보기
- 박근혜
- 친박
- 서청원
- 자유한국당 (옛 한나라당)
- 미래연합
- 양정례
- 김을동
- 노철래
- 18대 국회 비례대표 공천헌금 사건